# Thundercats (canção)
"Thundercats" é uma música do grupo Trem da Alegria, composta por Michael Sullivan e Paulo Massadas e lançada como primeiro single, do álbum Trem da Alegria, lançado em 1987. A música é uma homenagem ao desenho animado ThunderCats é uma das canções mais lembradas do grupo.

## Produção e lançamento
ThunderCats é uma série de animação desenvolvida pela Rankin-Bass Productions e Lorimar Telepictures em 1983, baseada nos personagens criados por Tobin "Ted" Wolf e Leonard Starr. A história gira em torno de felinos humanoides que fugiam do planeta Thundera. Em 1987, o grupo musical infantil brasileiro Trem da Alegria gravou a música-tema de ThunderCats para a exibição do desenho no Brasil. Foi escrita por Michael Sullivan e Paulo Massadas, que compuseram a maioria dos sucessos do grupo. 
Integrou a lista de faixas do K7 que vinha no gravador Meu Primeiro Gradiente, e a da coletânea Explosão da Alegria Vol.3, da gravadora Rio Claro Produções, que reunia sucessos infantis dos anos de 1980. Fez parte do setlist da turnê de 1987 e da compilação da gravadora BMG: Focus: O essencial de Trem da Alegria.
Constou na set list na turnê de comemoração de 2019, da qual faziam parte Patricia Marx e Luciano Nassyn.

## Recepção
Tornou-se o primeiro sucesso do álbum de 1987 e uma das canções mais tocadas do ano. Em uma reportagem do jornal Folha de S.Paulo, é citada como uma das dez canções mais pedidas entre os "trashers" (frequentadores da boate Trash 80's), em festas de revival dos anos de 1980.

## Lista de faixas
- Créditos adaptados da contracapa do compacto Thundercats.[12]

Lado A
| N.º | Título        | Compositor(es)                  | Duração |  |
| 1.  | "Thundercats" | Michael Sullivan Paulo Massadas | 4:50    |  |

Lado B
| N.º | Título        | Compositor(es)                  | Duração |  |
| 1.  | "Thundercats" | Michael Sullivan Paulo Massadas | 4:50    |  |